# Darko Nikač
Darko Nikač (Titograd, 1990. szeptember 15. –) montenegrói válogatott labdarúgó, 2016 és 2017 között az MTK Budapest játékosa volt.

## Pályafutása
Nikač a Budućnost Podgoricában nevelkedett és a felnőttek között is itt mutatkozott be a 2009-10 szezonban. 2013 nyarán a svájci FC Wil, 2014 februárjában pedig a norvég Strømsgodset IF szerződtette volna, azonban megegyezésre egyik csapattal sem jutott.
A 2014-15-ös idény előtt aláírt az indiai Pune csapatához. Első gólját a Bengaluru FC elleni bajnoki 9. percében szerezte, majd eredményes volt a Shillong elleni 5-2 győzelem alkalmával is. Az egész szezon alatt 16 bajnokin öt gólt szerzett.
2015. június 26-án bejelentették, hogy Nikač visszatér a Budućnosthoz. A montenegrói Vijesti információi szerint hat hónapos szerződést írt alá, ám a szerződés részleteit nem hozták nyilvánosságra. Tizenöt bajnokin tízszer volt eredményes, majd az MTK Budapesthez írt alá december 12-én.
2016. február 26-án mutatkozott be a magyar NB I-ben, első gólját a Békéscsaba 1912 Előre ellen lőtte április 9-én. Egy év alatt összesen 18 bajnokin lépett pályára és két gólt szerzett. 2017 februárjában az MTK felbontotta a szerződését.
A montenegrói válogatottban 2013. november 17-én mutatkozott be egy Luxemburg elleni barátságos mérkőzésen, a 78. percben csereként beállva.

## Mérkőzései a montenegrói válogatottban
| #  | Dátum              | Ellenfél  | Eredmény | Kiírás              | Esemény |
| -- | ------------------ | --------- | -------- | ------------------- | ------- |
| 1. | 2013. november 17. | Luxemburg | 4 – 1    | barátságos mérkőzés | 78'     |
| 2. | 2014. május 23.    | Szlovákia | 0 – 2    | barátságos mérkőzés | 61'     |
| 3. | 2014. május 26.    | Irán      | 0 – 0    | barátságos mérkőzés | 65'     |

## Sikerei, díjai
- Budućnost Podgorica:
  - Montenegrói labdarúgó-bajnokság: 2011-12, 2016-17
  - Montenegrói kupa: 2012-13

- Sutjeska Nikšić
  - Montenegrói labdarúgó-bajnokság: 2021-22